# Лодін
Лодін (кит. спр. 罗定市, піньїнь: Luódìng Shì) — місто-повіт в південнокитайській провінції Гуандун, складова міста Юньфу.

## Географія
Лодін лежить на однойменній притоці річки Сіцзян.

### Клімат
Місто знаходиться у зоні, котра характеризується вологим субтропічним кліматом. Найтепліший місяць — липень із середньою температурою 28.9 °C. Найхолодніший місяць — січень, із середньою температурою 13.9 °С.
| Клімат Лодіна           | Клімат Лодіна | Клімат Лодіна | Клімат Лодіна | Клімат Лодіна | Клімат Лодіна | Клімат Лодіна | Клімат Лодіна | Клімат Лодіна | Клімат Лодіна | Клімат Лодіна | Клімат Лодіна | Клімат Лодіна | Клімат Лодіна |
| Показник                | Січ.          | Лют.          | Бер.          | Квіт.         | Трав.         | Черв.         | Лип.          | Серп.         | Вер.          | Жовт.         | Лист.         | Груд.         | Рік           |
| Середній максимум, °C   | 19            | 20,1          | 23,1          | 27,4          | 30,9          | 32,8          | 34,1          | 33,8          | 32            | 29,4          | 25,3          | 21,1          | 27,4          |
| Середня температура, °C | 13,9          | 15,6          | 16,8          | 23,1          | 26,2          | 28            | 28,9          | 28,5          | 27            | 24,2          | 19,4          | 15,1          | 22,2          |
| Середній мінімум, °C    | 10,4          | 12,6          | 15,7          | 20,1          | 23            | 24,9          | 25,5          | 25,3          | 23,6          | 20,3          | 15,3          | 11            | 19            |
| Норма опадів, мм        | 46.9          | 60.6          | 73.3          | 145.3         | 207           | 200.3         | 187.1         | 176.4         | 158.6         | 66.6          | 38.3          | 27.1          | 1387.5        |
| Вологість повітря, %    | 76            | 79            | 81            | 81            | 80            | 81            | 78            | 80            | 79            | 75            | 73            | 73            | 78            |
| ----------------------- | ------------- | ------------- | ------------- | ------------- | ------------- | ------------- | ------------- | ------------- | ------------- | ------------- | ------------- | ------------- | ------------- |
| Джерело: data.cma.cn    |               |               |               |               |               |               |               |               |               |               |               |               |               |